# Lysiteles dianicus
Lysiteles dianicus es una especie de araña cangrejo del género Lysiteles, familia Thomisidae, orden Araneae.

## Distribución
Esta especie se encuentra en China.

## Taxonomía
Fue descrita científicamente por Song & Zhao en 1994.
Tratamiento taxonómico
La especie aparece registrada y publicada en Four new species of crab spiders from China. Acta Arachnologica Sinica 3: 113–118.